# Fritz Creek
Fritz Creek is een plaats (census-designated place) in de Amerikaanse staat Alaska, en valt bestuurlijk gezien onder Kenai Peninsula Borough.

## Demografie
Bij de volkstelling in 2000 werd het aantal inwoners vastgesteld op 1603.

## Geografie
Volgens het United States Census Bureau beslaat de plaats een oppervlakte van
140,9 km², geheel bestaande uit land.

## Plaatsen in de nabije omgeving
De onderstaande figuur toont nabijgelegen plaatsen in een straal van 24 km rond Fritz Creek.